# Текстура гірських порід
Текстура гірської породи — взаємне розміщення частинок, з яких складається гірська порода.

## Загальний опис
Текстура гірських порід — будова гірських порід, обумовлена орієнтуванням та просторовим розташуванням їх складових. Т. характеризує ступінь і особливості неоднорідності гірських порід, що виявляється в формі, взаємному розташуванні і орієнтуванні мінеральних аґреґатів або склуватих складових частин. Морфологічною одиницею текстури є мінеральний агрегат. Розрізняють текстуру шарувату, смугасту, волокнисту, сланцювату та ін.
- Текстури м а г м а т и ч н и х порід відображають процеси відокремлення від них флюїдних компонентів і диференціації розплавів в результаті рідинної незмішуваності і кристалізації. Відокремлення флюїдних компонентів при швидкому затвердінні розплавів веде до утворення пустот, властивих породам пористої, бульбашкової, пемзової і шлакової текстур, заповнення пустот вторинними мінералами — до утворення мікромигдалекам'яної і мигдалекам'яної текстур. При швидкому загартуванні магми формується скло щільної масивної, флюїдальної або смугастої текстур. Зі специфікою швидкого охолоджування магми пов'язане утворення кульових і стовпчастих текстур у лавових потоках і дайках. Рідинна незмішуваність в магмі фіксується при швидкому затвердінні емульсійними, краплевидними і кульовими лікваційними текстурами (мікроваріолітові, варіолітові, мікросферолітові, сферолітові, орбікулярні). При повільній кристалізації магми виникають такситові текстури (плямисті, смугасті, ритмічно смугасті).

- М е т а м о р ф і ч н і породи мають сланцеві і ґнейсові текстури, однорідні або смугасті. Мігматити мають ін'єкційні текстури. Метаморфічні породи і мігматити характеризуються також безліччю деформаційних текстур (будинаж і інш.).

- Текстури осадових порід зумовлені фаціальними умовами накопичення осадів (шарувата, струминна, стилолітова, трубчаста, узорчата, вузлова, флюїдальна та ін.

Основною текстурною ознакою осадових порід вважається їх шаруватість. При вивченні текстури виділяють характер та форму шаруватості, особливо поверхонь нашарування. Для вивчення особливостей поверхонь нашарування керн розколюють по площинах нашарування.
Поверхня нашарування може бути рівною або містити ряд ознак:
- а) знаки хвилевої брижі;
- б) хвилеподібні знаки;
- в) струменеві жолобки;
- г) тріщини висихання та інші.

Малий розмір керну не завжди дає змогу визначити ці ознаки.

## Різновиди текстур
Гнейсова текстура, конус в конус текстура, листувата текстура, масивна текстура, текстура мигдалекам'яна, органогенна текстура, пориста текстура, пузириста текстура, сланцева текстура, такситова текстура, текстура амигдалоїдна, текстура атакситова, текстура бітумінозна, текстура вугілля, текстура гнейсова, текстура динамофлюїдальна, текстура директивна, текстура друзова, текстура евтакситова, текстура завилькувата, текстура крипт, текстура кріогенна, текстура куляста, текстура лінійна, текстура лінійнопаралельна, текстура лінзова, текстура Мандельштейнова, текстура мигдалекам'яна, текстура міаролітова, текстура небулітова, текстура нодулярна, текстура орбікулярна, текстура осадових порід, текстура паралельна, текстура пемзова, текстура перлітова, текстура подушкова, текстура руд, текстура флазерна, текстура хлібної кірки, текстура  шлакова, текстура  шлірова, флюїдальна текстура, фунтикова текстура.